# Sendelle (La Coruña)
Sendelle (llamada oficialmente Santa María de Sendelle) es una parroquia española del municipio de Boimorto, en la provincia de La Coruña, Galicia. 

## Entidades de población
Entidades de población que forman parte de la parroquia:
- Abeleira (A Abeleira)
- La Iglesia (A Igrexa)
- Cela (A Cela)
- Frádega
- Franzomil
- Marco
  - Marco de Abajo (O Marco de Abaixo)
  - Marco de Arriba (O Marco de Arriba)
- Pazo (O Pazo)
- Piñeiro
  - Piñeiro de Abajo (O Piñeiro de Abaixo)
  - Piñeiro de Arriba (O Piñeiro de Arriba)
- Saamil (Samil)
- Sande
- Vilanova
- Vilar (O Vilar)
- Galiñeiras (As Galiñeiras)

## Demografía
| Gráfica de evolución demográfica de Sendelle entre 2000 y 2018 |
|                                                                |
| Datos según el nomenclátor publicado por el INE.               |